# August Ludwig Reuther
August Ludwig Reuther (* 18. Mai 1780 auf der Kohlwaage bei St. Johann (Saar); † 27. November 1855 in Alt-Saarbrücken) war Kolonialwarengroßhändler, Kommunalpolitiker und Bürgermeister von Alt-Saarbrücken (1838–1841).

## Herkunft und Leben
Verlade- und Sammelstellen zur Abfuhr der in den saarländischen Gruben gewonnenen Kohle existierten an der Saar seit dem 16. Jahrhundert. Ein Kohlehafen in Saarbrücken, der Kohlrech, wurde erstmals im Jahr 1608 erwähnt. Für die Taxierung und Bezollung war eine Bestimmung der bewegten Masse erforderlich, was durch ortsfeste Wiegeeinrichtungen bewerkstelligt wurde. Straßennamen wie die Kohlwaagstraße im ehemaligen Saarbrücker Hafenviertel zeugen bis heute davon. Solange sich die Gruben im Besitz der Feudalherren befanden, bestellten diese auch ihre eigenen fürstlichen Verwaltungsbeamten zur Abwicklung des Handels.
August Ludwig Reuthers Vater war August Heinrich Reuther, nassau-saarbrückischer Kohlwaageverwalter und später Gastwirt. Seine Mutter Dorothea Eleonore (1740–1807) entstammte der Saarbrücker Kaufmannsfamilie Korn. August Ludwig heiratete am 3. Mai 1803 in Saarbrücken Magdalena Wilhelmina Dorothea, die Tochter des Kaufmanns Johann Philipp Kraemer und der Dorothea Magdalena, die ebenfalls eine geborene Korn und seine Cousine 2. Grades war. Somit war Reuther gleich doppelt mit einer der bedeutsamsten Saarbrücker Familien des Bildungs- und Großbürgertums der damaligen Zeit verbunden. Der Ehe entstammten zwei Töchter, Wilhelmine Auguste (1804–1873) und Rolalie (1812–1861).
August Ludwig betätigte sich als Bierbrauer und Kaufmann, speziell mit dem im Zeitalter des Kolonialismus aufstrebenden Großhandel mit entsprechenden Waren aus Übersee. Im Jahre 1829 kam auf sein Betreiben hin die Sankt Ingberter Rußhütte aus dem Besitz der Nachfahren des von-der-Leyen'schen Grubenverwalters Johann Wolfgang Falck in die Zwangsversteigerung.

## Öffentliche Ämter
Am 17. Mai 1825 stellte sich Reuther der Wahl zum Stadtverordneten in Saarbrücken. Zum 25. Oktober 1827 erhielt er seine Ernennung zum Beigeordneten. Es folgte am 11. August 1838 seine Ernennung zum kommissarischen Bürgermeister, am 27. August 1838 wurde er in dieses Amt eingeführt. Am 5. Juli 1839 wurde er erster Kreisdeputierter. Bis zum 13. Mai 1841 übte er seine Ämter aus, dann bat er wegen seiner bereits angeschlagenen Gesundheit um Entlassung.

## Ehrungen
- 1803: Mitglied der Saarbrücker Casinogesellschaft